# Malîi Sambir, Konotop
Malîi Sambir (în ucraineană Малий Самбір) este o comună în raionul Konotop, regiunea Sumî, Ucraina, formată numai din satul de reședință.

## Demografie
Componența lingvistică a comunei Malîi Sambir
     Ucraineană (97,46%)
     Rusă (1,97%)
     Alte limbi (0,42%)
Conform recensământului din 2001, majoritatea populației comunei Malîi Sambir era vorbitoare de ucraineană (97,46%), existând în minoritate și vorbitori de rusă (1,97%).